# Vista Alegre (Panama)
Vista Alegre – miasto w Panamie, w prowincji Panama Zachodnia.